# Aconurella solana
Aconurella solana är en insektsart som beskrevs av Ghauri 1974. Aconurella solana ingår i släktet Aconurella och familjen dvärgstritar. Inga underarter finns listade i Catalogue of Life.